# ميل فينكلر
ميل فينكلر (بالإنجليزية: Mel Winkler)‏ هو ممثل أمريكي، ولد في 23 أكتوبر 1941 في الولايات المتحدة.

## أعمال

### أفلام
- (1983) كل الخطوات الصحيحة
- (2005) المدرب كارتر[3]

## وصلات خارجية
- ميل فينكلر على موقع IMDb (الإنجليزية)
- ميل فينكلر على موقع روتن توميتوز (الإنجليزية)
- ميل فينكلر على موقع ألو سيني (الفرنسية)
- ميل فينكلر على موقع أول موفي (الإنجليزية)
- ميل فينكلر على موقع قاعدة بيانات الأفلام السويدية (السويدية)
- ميل فينكلر على موقع قاعدة بيانات الفيلم (الإنجليزية)
- ميل فينكلر على موقع كينوبويسك (الروسية)